# Nycteola cinereana
Nycteola cinereana är en fjärilsart som beskrevs av Berthold Neumoegen och Dyar 1893. Nycteola cinereana ingår i släktet Nycteola och familjen trågspinnare. Inga underarter finns listade i Catalogue of Life.